# Rodrigo Lara
Rodrigo Lara Bonilla (11. srpna 1946 Neiva – 30. dubna 1984 Bogota) byl kolumbijský právník a politik, ve vládě prezidenta Betancura zastával úřad ministra spravedlnosti. Na tuto pozici dosáhl již ve věku 38 let.
Než se stal ministrem spravedlnosti, působil v politice jako starosta svého rodného města (poprvé byl starostou zvolen ve 23 letech), senátor i velvyslanec. Ihned po svém nástupu do funkce začal vyšetřovat vliv kartelů na kolumbijský politický systém, navzdory bezpočtu výhrůžek smrtí nebo nabídnutých úplatků. Larovým nejbližším podporovatelem byl jeho kolega z téže strany, Luis Carlos Galán. Oba otevřeně odsuzovali drogové kartely a bojovali s kartely přímo, Lara ze své pozice zadržel prostředky i více než stovku letadel Medellínského kartelu a zdiskreditoval třicet politiků podporovaných drogovými kartely, podobné razie probíhaly i v oblasti sportu. Byl považován za jednu z největších osobností války proti drogám.
Lara Bonilla se dostal do sporu se senátorem Escobarem a otevřeně ho kritizoval za spojení s kartely, doslova ho vyhnal z kolumbijského kongresu. Ten prohlásil ministra za stoupence amerického imperialismu. Jairo Ortega, Escobarův straník, tehdy také obvinil ministra spravedlnosti ze spolupráce s drogovými překupníky. Když se Ortegovo obvinění ukázalo jako křivé, kolumbijské vládě byly odhaleny výsledky vyšetřování Medellínského kartelu a Escobar byl z kongresu vyloučen. Lara poté nařídil jeho trestní stíhání, stejně jako stíhání dalších drogových bossů, jako byl například Carlos Lehder.
Několik měsíců po nástupu do úřadu přerostly vyhrůžky smrtí míru, kterou mohl Lara ignorovat. Napíchnuté telefony v ministrově domě i úřadu dokázaly, že skutečně existuje mafií podporované spiknutí, které má za cíl ministra spravedlnosti zavraždit. Zanedlouho poté byl zavražděn právník Gonzalez Vidales, specializující se na boj proti drogám, a Lara dostal zprávu, že je na řadě. Vláda tehdy rozhodla o jeho odvolání z funkce a přeložení na pozici velvyslance v Československé socialistické republice. Na zařízení transferu si československá strana vyhradila 30 dní. Na konci dubna však byl Larův mercedes přepaden dvěma útočníky na motorce. Ministr spravedlnosti zemřel na následky střelných zranění, jeden z útočníků, Ivan Dario Guisado, byl také na místě zabit. Druhý z útočníků, Byron Velasquez, byl zadržen a přiznal, že za vraždu ministra obdržel dvacet tisíc dolarů. Tím, kdo si vraždu objednal, byl právě bývalý senátor Escobar.
Rodrigo Lara byl jednou z prvních významných obětí narkoterorismu, který nastolil Medellínský kartel. Zanechal po sobě ženu a tři syny. Po jeho smrti započali prezident Belisario Betancur Cuartas a ministr spravedlnosti Enrique Parejo González (* 1930) oficiální válku proti organizovanému zločinu v Kolumbii a prosadili kontroverzní zákon o vydávání drogových překupníků do USA. Zákon stavěl na plánu ministra Lary vytvořit mezinárodní smlouvu, která by sjednotila jednotlivé země v boji proti drogovým překupníkům. Právě existence tohoto zákona se v budoucnosti stala předmětem spekulací a vleklých sporů, které stály tisíce životů.